# Scotoniscus baccettii
Scotoniscus baccettii är en kräftdjursart som beskrevs av Manicastri och Roberto Argano 1989. Scotoniscus baccettii ingår i släktet Scotoniscus och familjen Trichoniscidae. Inga underarter finns listade i Catalogue of Life.